# 왕자루이
왕자루이(중국어: 王家瑞, 1949년 9월 ~ )는 중화인민공화국의 정치인으로, 현재 중국 공산당 중앙 대외 연락부 위원장을 맡고 있다.
허베이성 친황다오 시 출신으로, 1970년 정치 활동을 시작해 1973년, 중국 공산당 당원이 되었다. 지린성 창춘시의 중국우정 배달원으로 일한 바 있으며, 상하이 해사 대학 (上海海事大学) 해양학부에서 영어를 배우고, 1974년 창춘 시 우체국 부 (副) 과장이 되었다. 1976년부터 1978년까지 지린성의 전기 통신관리국에서 우편 사업을 담당했으며, 이곳에서의 실적으로 1982년 창춘 시 우체국의 부국장이 되었다.
1985년에는 중화인민공화국 국내의 우편통신성 부국장이 되어 중국 당국 발행 신문의 책임자가 되었고, 재임 중에 지린 대학 (吉林大学)에서 경제학·공업 경제학 학위를 취득하였다. 1992년 중화인민공화국 국무원 업무국 부국장이 되었으며, 1993년부터 1994년까지 중화인민공화국 상무부에서 일하였다.
1995년 산둥성 칭다오시로 자리를 옮겼으며, 1998년 칭다오시 시장을 거쳐, 2000년 중국 공산당 중앙대외연락부 부위원장을 맡았다. 이 직위에서의 실적으로 2002년 위원장 선거에서 중앙위원 후보로 선출되었고, 2003년 정식 취임하였다.
여러 차례 조선민주주의인민공화국을 방문한 바 있으며, 김정일과 우호적인 관계로 여겨지고 있다. 2010년 11월, 대한민국의 연평도에서 일어난 포격 사건 이후, 베이징의 한 소식통에 의해 조선민주주의인민공화국을 방문하였다.

## 같이 보기
- 중화인민공화국 국무원
- 중화인민공화국 상무부
- 중국우정
- 중국공산당 중앙위원회 대외연락부